# Afronycteris helios
Neoromicia helios là một loài động vật có vú trong họ Dơi muỗi, bộ Dơi. Loài này được Heller mô tả năm 1912.